# 阿米尼烏斯

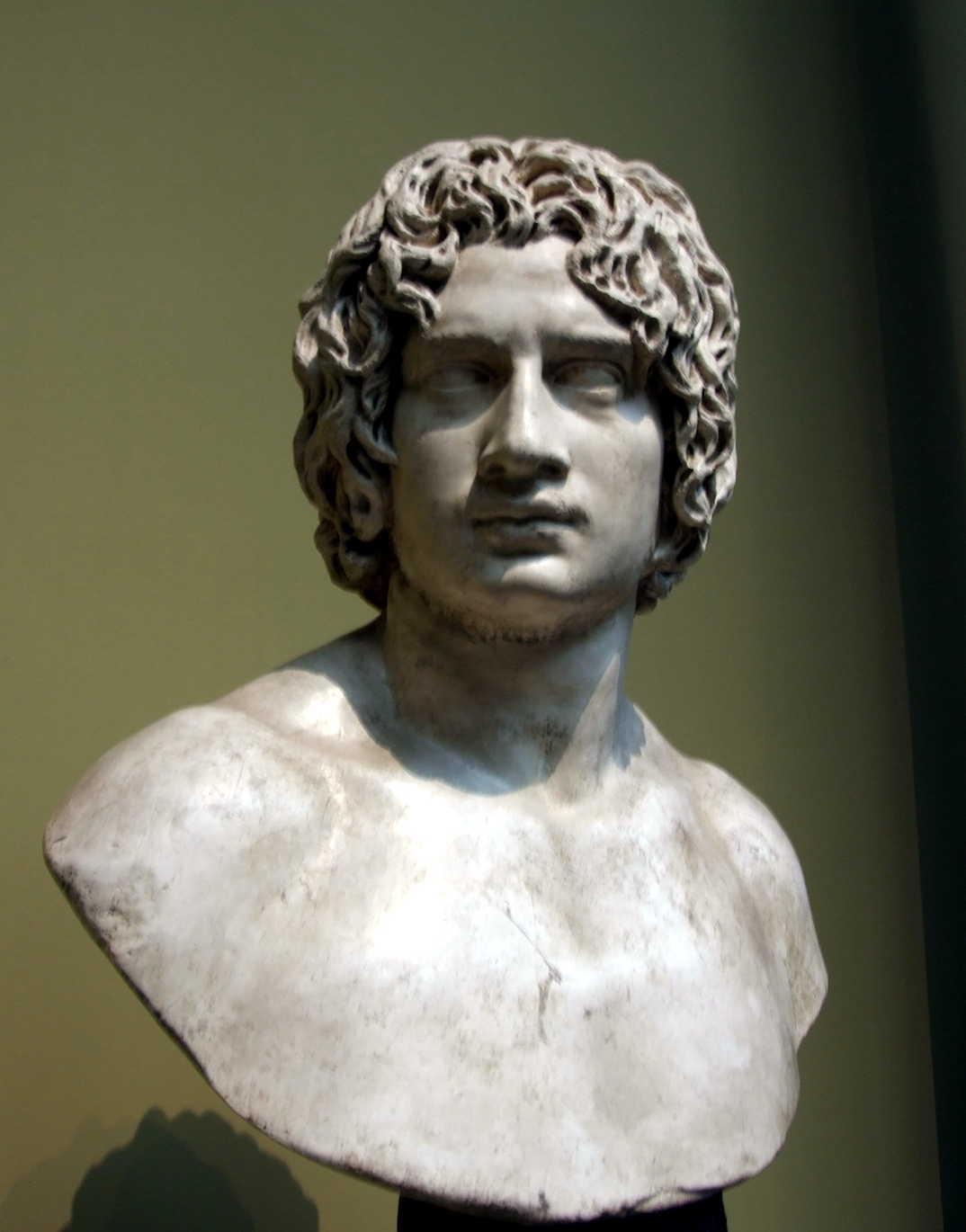
阿米尼烏斯

阿米尼烏斯（或稱阿爾米尼烏斯）（前18/17年－21年），羅馬時代的日耳曼政治家、軍事家及民族英雄，曾在日耳曼戰爭中打敗羅馬帝國。
阿米尼烏斯為日耳曼部落克鲁西人酋長之子，自小就已被取向親羅馬的父親送到羅馬作政治人質。長大後，他被授予騎士頭銜，並成為羅馬帝國輔助軍團日耳曼騎兵隊的隊長。公元9年，他在羅馬將領瓦盧斯麾下服役時，暗中潛伏策劃日耳曼起義，最後在条顿堡森林战役中將瓦盧斯麾下三個羅馬軍團全殲。但起義其後戰局一直僵持，阿米尼烏斯其後更於羅馬將領日耳曼尼庫斯手下多次吃下敗仗，未能取得更大戰果。公元21年，阿米尼烏斯遇刺身亡，該刺客來自另一個日耳曼部落，並為羅馬所收買。

## 影視作品
- 2020年：蠻戰之森 由勞倫斯·魯波（德语：Laurence Rupp）飾演